# Lophoptera acuda
Lophoptera acuda är en fjärilsart som beskrevs av Swinhoe 1906. Lophoptera acuda ingår i släktet Lophoptera och familjen nattflyn. Inga underarter finns listade i Catalogue of Life.